# Yevgen Bolirukh
Yevgen Bolirukh est un coureur cycliste ukrainien spécialiste de la piste. Il a notamment remporté la coupe du monde du kilomètre en 2007-2008 et 2008-2009.

## Palmarès

### Championnats du monde
- Apeldoorn 2011
  - 14e du kilomètre

### Coupe du monde
- 2006-2007
  - 3e du kilomètre à Moscou

- 2007-2008
  - Classement général du kilomètre
  - 2e du kilomètre à Pékin
  - 2e du kilomètre à Los Angeles
  - 2e du kilomètre à Copenhague
  - 3e du kilomètre à Sydney

- 2008-2009
  - Classement général du kilomètre
  - 2e du kilomètre à Manchester
  - 2e du kilomètre à Cali
  - 3e de la vitesse par équipes à Melbourne

- 2009-2010
  - 3e du kilomètre à Cali
  - 3e de la vitesse par équipes à Cali